# إس. مارش جونسون
إس. مارش جونسون (بالإنجليزية: S. Marsh Johnson)‏ هو مدير فني أمريكي، ولد في 16 يناير 1900 في بنسيلفانيا في الولايات المتحدة، وتوفي في أغسطس 1982.